# طوبولوجيا طبيعية
في أيٍ من مجالات علم الرياضيات، للفضاء طوبولوجيا طبيعية إذا كان هناك طوبولوجيا في الفضاء «الذي يتم التكيف فيه بشكل أفضل» على دراستها في المجال المذكور. في كثير من الحالات يعني هذا التعريف غير الدقيق أكثر قليلاً من التأكيد على أن الطوبولوجيا المذكورة تنشأ بشكل طبيعي أو بشكل قانوني (انظر المصطلحات الرياضية) في سياق معين.
لاحظ أنه في بعض الحالات تبدو الطبولوجيا المتعددة «طبيعية». على سبيل المثال، إذا كانت Y مجموعة جزيئية من مجموعة X المرتبة كليًا'، ثم طوبولوجيا الترتيب الناجمة، أي طوبولوجيا الترتيب لمجموعة Y المرتبة كليًا، حيث يُوّرث هذا الترتيب من X، تكون أخشن من طوبولوجيا الفضاء الجزئي.
«الطوبولوجيا الطبيعية» لا يكون لها معنى أكثر تحديدًا في كثير من الأحيان، على الأقل تعطي بعض المعلومات قبل السياقية: الطبولوجيا الطبيعية هي طوبولوجيا لعمل وظيفة مستمرة لخريطة أو مجموعة من الخرائط الطبيعية. ولا يزال هذا التعريف غير دقيق، حتى عندما نحدد ما هي الخرائط الطبيعية، لأنه قد يوجد العديد من الطبولوجيا بالخاصية المطلوبة. ومع ذلك، فغالبًا ما يكون هناك الأروع أو الخشونة التي تعطي للخرائط خاصية الاستمرارية، وفي هذه الحالة تكون مرشحة بشكل واضح للطوبولوجيا الطبيعية.
وتعد الحالات الأبسط (تغطي العديد من الأمثلة بالرغم من بساطتها) طوبولوجيا أولية وطوبولوجيا نهائية (ويلارد (1970)). الطوبولوجيا الأولية هي طوبولوجيا خشنة على الفضاء X تجعل مجموعة معينة من الخرائط من X إلى الفضاءات الطوبولوجية Xi مستمرة. الطوبولوجيا النهائية هي الطوبولوجيا الأجود على الفضاء X التي تجعل مجموعة معينة من الخرائط من الفضاءات الطوبولوجية X i إلى X مستمرة.
وابسط مثلين على ذلك هما الطبولوجيا الطبيعية للفضاءات الفرعية وفضاءات حاصل القسمة.
- الطوبولوجيا الطبيعية في مجموعة فرعية من الفضاء الطوبولوجي هي طوبولوجيا المجموعة الجزئية. وهذه هي الطوبولوجيا الخشنة التي تجعل خرائط الإدراج مستمرة.
- تعد الطوبولوجيا الطبيعية في حاصل القسمة للفضاء الطوبولوجي طوبولوجيا حاصل القسمة. وهذه هي الطوبولوجيا الأجود التي تجعل خرائط حاصل القسمة مستمرة.

تشمل الأمثلة الأخرى الطبولوجيا الناجمة عن قياس هيلي.